# ミハウ・ヘリク
ミハウ・スラヴォミール・ヘリク（Michał Sławomir Helik, 1995年9月5日 - ）は、ポーランド・シロンスク県ホジュフ出身のサッカー選手。EFLチャンピオンシップ・オックスフォード・ユナイテッドFC所属。ポーランド代表。ポジションはDF。

## クラブ経歴
2013年に地元のルフ・ホジューフのトップチームに昇格。9月15日のヤギエロニア・ビャウィストク戦でプロデビュー。以降出場機会が増え、2015-16シーズンは不出場に終わったものの、翌シーズンは20試合に出場。2017年7月にKSクラコヴィアに移籍。加入後即先発に定着。1年目の2017-18シーズンはDFながら8ゴールを記録。2019-20シーズンは国内カップ戦ポーランド・カップで優勝を経験した。
2020年9月9日、バーンズリーFCと3年契約を締結。加入1年目から最終ラインの中心を担い、2021年5月には2020-21シーズンのクラブ最優秀選手に選出された。
2022年9月1日、ハダースフィールド・タウンFCに移籍。

## 代表経歴
2021年3月の2022 FIFAワールドカップ・ヨーロッパ予選にポーランド代表初招集。26日のハンガリー戦で代表初出場。5月にはUEFA EURO 2020の代表メンバーに選出された。